# Volksaltaar

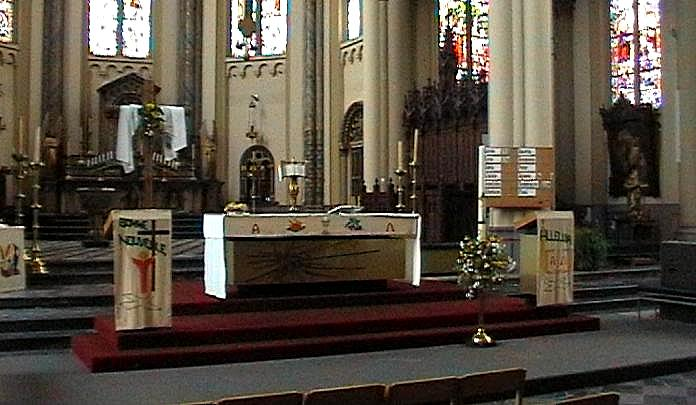
De beide ambo's en het volksaltaar in de Sint-Fiacriuskerk van Dison bij Verviers. Op de achtergrond ontwaart men het hoogaltaar.

Een volksaltaar is een altaar in katholieke kerken dat in het priesterkoor of soms zelfs onder de viering is opgesteld en waaraan de priester de H. Mis veelal opdraagt gericht naar het volk en met zijn rug gekeerd naar het oosten. Volksaltaren zijn een recent verschijnsel. De meeste werden geplaatst na het Tweede Vaticaans Concilie (1962-1965) met de betrachting om de gelovigen beter te betrekken bij de eucharistieviering.  Om ze te plaatsen werden vaak de communiebank, het koorhek of de preekstoel afgebroken.
De oosters-katholieke kerken en de orthodoxe kerken kennen het fenomeen van volksaltaren niet: de priester draagt er, net zoals bij de Tridentijnse Liturgie in de Latijnse Kerk, de H. Liturgie op aan het hoogaltaar gericht naar het oosten, omdat christenen Jezus Christus zien als het 'Licht van de Wereld' en de 'Zon der Gerechtigheid' (Johannes 8, 12; Mal. 3, 20). Het is ook in het oosten dat Jezus volgens de Bijbel zal terugkeren om de levenden en de doden te oordelen : "Want zoals de bliksem vanuit het oosten komt en tot in het westen zichtbaar is, zo zal het zijn met de komst van de Mensenzoon" (Matteüs 24, 17).